# Ciclismo nos Jogos Pan-Americanos de 2011 - Estrada contra o relógio feminino
A competição de estrada contra o relógio feminino foi um dos eventos do ciclismo de estrada nos Jogos Pan-Americanos de 2011 em Guadalajara. Foi disputada no Circuito de Rua de Guadalajara no dia 16 de outubro.

## Calendário
Horário local (UTC-6).
| Data          | Horário | Fase  |
| ------------- | ------- | ----- |
| 16 de outubro | 9:00    | Final |

## Medalhistas
| Ouro   | COL María Luisa Calle |
| Prata  | ESA Evelyn García     |
| Bronze | CAN Laura Brown       |

## Resultados
| Pos.              | Ciclista               | Tempo    |
| ----------------- | ---------------------- | -------- |
| Medalha de ouro   | COL María Luisa Calle  | 28:04.82 |
| Medalha de prata  | ESA Evelyn García      | 28:13.76 |
| Medalha de bronze | CAN Laura Brown        | 28:24.00 |
| 4                 | USA Robin Farina       | 28:25.23 |
| 5                 | USA Alison Starnes     | 28:26.47 |
| 6                 | MEX Veronica Leal      | 28:34.29 |
| 7                 | CAN Denise Ramsden     | 28:38.08 |
| 8                 | COL Adriana Tovar      | 28:49.69 |
| 9                 | VEN Danielys García    | 28:54.94 |
| 10                | ARG Valeria Muller     | 29:31.13 |
| 11                | CUB Dalila Rodríguez   | 29:32.26 |
| 12                | CHI Francisca Navarro  | 30:05.94 |
| 13                | CRC Natalia Navarro    | 30:15.33 |
| 14                | ANT Tamiko Butler      | 31:39.73 |
|                   | CUB Yudelmis Domínguez | DNF      |

Legenda
| Recorde mundial                  | Recorde mundial (World record)               |                       | Recorde africano                      | Recorde africano (African) |                                           | Q | Classificado por posição (Qualified) |
| Recorde dos Jogos Pan-Americanos | Recorde pan-americano (Pan-American record)  | Recorde da América    | Recorde da América (Americas)         | q                          | Classificado por melhor tempo (Qualified) |   |                                      |
| Melhor marca do ano              | Melhor marca do ano (World leading)          | Recorde asiático      | Recorde asiático (Asian)              | DNS                        | Não largou (Did not start)                |   |                                      |
| Recorde nacional                 | Recorde nacional (National record)           | Recorde europeu       | Recorde europeu (European)            | DNF                        | Não terminou (Did not finish)             |   |                                      |
| Recorde pessoal                  | Recorde pessoal do atleta (Personal best)    | Recorde da Oceania    | Recorde da Oceania (Oceania)          | DSQ / DQ                   | Desclassificado (Disqualified)            |   |                                      |
| Recorde da temporada             | Recorde da temporada do atleta (Season best) | Recorde sul-americano | Recorde sul-americano (South America) | NM                         | Sem marca (No mark)                       |   |                                      |